# فوندوشي
فوندوشي (باليابانية: 褌) هو لباس داخلي تقليدي في اليابان للرجال البالغين مصنوع من نسيج قطني. قبل الحرب العالمية الثانية كان الفوندوشي هو اللباس الداخلي الأكثر شيوعا بين الذكور في اليابان. إلا أن انتشاره انحدر بسرعة مع دخول الموضة الغربية إلى اليابان بعد انتهاء الحرب. في الوقت الحالي يستخدم الفوندوشي بشكل رئيسي في المهرجانات أو أثناء تأدية بعض الطقوس مثل الميسوغي.

## معرض صور
|                                                  |  |  |
| رجل يرتدي فوندوشي أحمر اللون (من الأمام والخلف). |  |  |